# Explotación del palo brasil

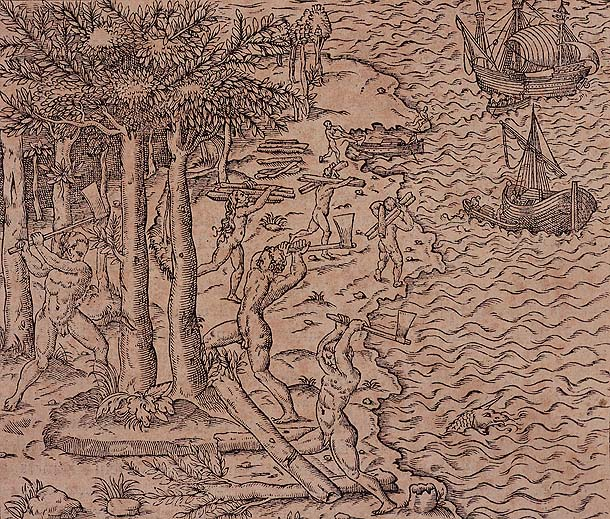
Talado del palo brasil en una ilustración de la Cosmografia Universal de André Thevet, 1575.

La explotación del palo brasil (en portugués: exploração do pau-brasil) fue la primera actividad económica de Brasil. El árbol, Paubrasilia echinata también llamado palo brasil o palo de pernambuco (pau-de-pernambuco) —y que los indios tupis llamaban ibirapitanga—, era una riqueza de creciente demanda en la Europa moderna. Se estima que había en la época del descubrimiento más de 70 millones de palos brasileros, abundando en una franja de 18 km del litoral desde Rio Grande del Norte hasta la bahía de Guanabara. Casi todos fueron talados y llevados al continente europeo. La extracción fue tanta que actualmente la especie está protegida para no sufrir extinción.
Las regiones de Pernambuco, Porto Seguro y Cabo Frío tenían una mayor concentración del producto, y por eso contaron con tres feitorias portuguesas (puestos comerciales). Pernambuco, lugar donde se inició la explotación del árbol, tenía la madera más codiciada en el Viejo Mundo, lo que explica el hecho de que el palo brasil tenga como principal nombre «pernambuco» en idiomas como el francés (pernambouc) y el italiano.

## Historia
Para explotar la madera, la Corona portuguesa adoptó la política de ofrecer a los particulares, en general a cristianos nuevos, concesiones de explotación del palo brasil mediante ciertas condiciones: los concesionarios deberían mandar a sus barcos a descubrir 300 leguas de tierra, instalar fortalezas en las tierras que descubriesen, manteniéndolas durante tres años; de lo que llevasen al Reino, nada pagarían en el primer año, en el segundo pagarían un sexto y en el tercero un quinto. Los navíos anclaban en la costa, algunas decenas de marineros desembarcaban y reclutaban indios para trabajar en el corte y carga de los troncos, a cambio de pequeñas mercancías como ropas, collares y espejos (práctica llamada de escambo). Cada nave cargaba en promedio cinco mil troncos de 1,5 metros de longitud y 30 kilogramos de peso.[cita requerida]
En 1503, toda la tierra de Brasil había sido alquilada por la corona a Fernão de Loronha y a otros cristianos nuevos, que extrajeron alrededor de 20 000 quintales de madera roja. Según el historiador brasileño del siglo XIX Capistrano de Abreu, en Capítulos da História Colonial, cada quintal era vendido en Lisboa por 21/3 ducados, pero llevarlo hasta allí costaba sólo medio ducado. Los arrendatarios pagaban 4000 ducados a la Corona. Los comerciantes de Lisboa y Oporto enviaban barcos a la costa para el contrabando de madera de Brasil, de aves de colorido plumaje (papagayos, guacamayos), pieles, raíces medicinales e indios para esclavizar. Surgiran así las primeras factorias.[cita requerida]
Además de los portugueses, sus rivales europeos, en su mayoría franceses, llegaron a frecuentar a la costa brasileña para el contrabando de madera y la captura de indios. Estimulados por su rey, los corsarios pasaron a frecuentar la bahía de Guanabara en busca de palo brasil y de otros productos. Se ganaron la simpatía de los indios tamoios, que se aliaron durante décadas contra los portugueses.[cita requerida]
Portugal, verificando  que el litoral era visitado por piratas y aventureros extranjeros, decidió enviar expediciones militares para defender la tierra. Se denominaron expediciones guardacostas, siendo las más destacadas las dos comandadas por  Cristóvão Jacques, en 1516-1519 y 1526-1528. Sus expediciones tenían carácter básicamente militar, con la misión de aprisionar a los barcos franceses que, sin pagar tributos a la corona, retiraban grandes cantidades de palo brasil. En 1516 se construyó en la costa de Pernambuco el primer ingenio de azúcar del que se tiene noticia en la América portuguesa, más precisamente en la Feitoria de Itamaracá, confiada al administrador colonial Pero Capico, el primer «Governador das Partes do Brasil». En 1526 ya figuraban incluidos aranceles sobre el azúcar de Pernambuco en la Alfândega  (Aduanas) de Lisboa.
La expedición enviada en 1530 bajo la jefatura de Martim Afonso de Sousa tenía por objetivos explorar mejor la costa, expulsar a los franceses que rondaban por el sur y las cercanías de Río de Janeiro y establecer núcleos de colonización o factorias, como la establecida en Cabo Frío. En 1532 Martim Afonso fundó el núcleo de São Vicente, primera villa de Brasil.
También en el año 1532, Bertrand d'Ornesan, el barón de Saint Blanchard, intentó establecer un puesto de comercio en Pernambuco. Con el navío A Peregrina, perteneciente al noble francés, el capitán Jean Duperet tomó la Feitoria de Igarassu y la fortificó con varios cañones, dejándola bajo el mando de un cierto señor de La Motte. Meses más tarde, en la costa de Andalucía, en España, los portugueses capturaron el barco francés, que estaba abarrotado con 15 000 troncos de palo brasil, tres mil onzas de pieles, 600 loros y 1,8 toneladas de algodón y aceites medicinales, pimienta, semillas de algodón y muestras minerales. Y en el mismo momento que A Peregrina era aprehendida  en el mar Mediterráneo, el capitán portugués  Pero Lopes de Souza combatía a los franceses en Pernambuco. Retomada la factoría, los soldados franceses fueron arrestados y La Motte fue ahorcado. Después de ser informado de la misión que A Peregrina había realizado en Pernambuco, el rey Dom João III  decidió comenzar la colonización del Brasil, dividiendo su territorio en capitanías hereditárias.
En las Indias de la Corona de Castilla también se cultivó brasil pero era de menor calidad que el portugués. Por ello, en 1548 el emperador Carlos V autorizó la entrada a sus territorios de brasil extranjero, es decir principalmente portugués.
La explotación del palo brasil continuó hasta el siglo XVIII si bien su importancia relativa decayó por la competencia de otros tintes como la grana cochinilla y el añil.